# 888casino
888casino, fost Casino-on-Net, este un cazinou online fondat în 1997, cu sediul în Gibraltar. Este una dintre companiile ce aparțin grupului de divertisment online 888 Holdings plc. 

## Istoric
Casino-on-Net a fost fondat în 1997 de două perechi de frați: Avi și Aaron Shaked și Shay și Ron Ben-Yitzchak. Aaron Shaked, medic dentist la acel moment, a declarat că i-a venit ideea unui cazinou online în timp ce participa la o conferință pe teme stomatologice în Monte Carlo. Prima versiune a noului cazinou online a fost fondată și licențiată în Antigua, fiind lansată în mai 1997. În versiunea inițială, jucătorii trebuiau să efectueze un apel telefonic pentru a face o depunere. 
Versiunea modernă a 888casino oferă jocuri de cazinou online, care pot fi descărcate sau jucate instantaneu, pe PC, tablete și dispozitive mobile. Jocurile disponibile includ jocuri clasice la masă, cum ar fi blackjack, ruletă, bacara și zaruri, sloturi clasice și sloturi video, poker video și mese de cazinou live. Unul dintre cele mai populare jocuri 888 este Millionaire Genie, cu un jackpot de 1.000000 USD.
888casino este licențiat în Marea Britanie, Gibraltar, New Jersey, Danemarca, Spania, Italia, România și o serie de alte țări și teritorii. Are birouri în Gibraltar, Marea Britanie, Israel, România și Antigua.

## Premii și sponsorizări
| Premiu câștigat                                     | Anul |
| --------------------------------------------------- | ---- |
| Organizatorul de casino, Gaming Intelligence Awards | 2015 |
| Organizatorul anului, eGR Operator Awards           | 2013 |
| Organizatorul de casino, eGR Operator Awards        | 2013 |

În august 2013, 888casino a fost sponsorul principal al Campionatului mondial Seniors de snooker. În 2014, 888casino a fost sponsorul principal al Snooker Shoot Out.